# Daïra d'El Outaya
La daïra d'El Outaya est une daïra d'Algérie située dans la wilaya de Biskra et dont le chef-lieu est la ville éponyme de El Outaya.

## Communes
La daïra est composée d'une seule commune :El Outaya.